# Żuraw (województwo śląskie)
Żuraw – wieś w Polsce, położona w województwie śląskim, w powiecie częstochowskim, w gminie Janów.
W latach 1952–1954 miejscowość była siedzibą gminy Żuraw. 
W latach 1975–1998 wieś należała administracyjnie do województwa częstochowskiego.

## Integralne części wsi
| SIMC    | Nazwa   | Rodzaj    |
| ------- | ------- | --------- |
| 0133630 | Wodząca | część wsi |

## Historia
Pierwsza wzmianka o miejscowości pochodzi z 1220 roku, z dokumentu biskupa krakowskiego Iwo Odrowąża w którym miejscowość wymieniona jest w formie Zoraw. W 1560 właścicielami wsi zostali Bonerowie, którzy miejscowy kościół zamienili w zbór braci polskich.